# Železniška postaja Ljubljana
Železniška postaja Ljubljana je ena izmed železniških postaj v Sloveniji, ki oskrbuje mesto Ljubljana. Postaja predstavlja najpomembnejše železniško križišče v državi. Stoji na Trgu Osvobodilne fronte, ob severnem robu starega mestnega jedra. Na ploščadi pred njo je glavna avtobusna postaja.
Zgrajena je bila leta 1849 kot prva železniška postaja v mestu, po tipskem načrtu za avstrijsko južno železnico, na kar spominja predvsem stolp z uro.
Postaja je zavarovana z elektro-relejno signalno-varnostno napravo.
Leta 1904 je na poti v Trst tu pomotoma izstopil pisatelj James Joyce z ženo, zaradi česar sta morala na postaji preživeti noč. Na ta dogodek spominja manjši kip Jakova Brdarja na prvem peronu, ki je bil odkrit leta 2003.

## Storitve
- Prodaja vozovnic
- Prodaja mednarodnih vozovnic
- Informacije
- Čakalnica
- Shranjevanje prtljage
- Nalaganje/razlaganje prtljage
- Najdeni predmeti
- WC sanitarije
- Bistro
- Trgovina
- Telefon
- Menjalnica
- Poštni nabiralnik

## Mobilnost
- Stopnišče za dostop do peronov
- Dvigalo za dostop do peronov

## Prometne povezave
- Avtobusna postaja
- Taksi
- Parkirišče (plačljivo)